# Bleu d'Aoste
Il Bleu d'Aoste (pron. fr. AFI: [blø dɔst]) è un formaggio italiano prodotto in Valle d'Aosta.

## Processo di produzione
Formaggio erborinato a pasta cruda di latte vaccino intero pastorizzato, a marchio esclusivo Centrale laitière de la Vallée d'Aoste, ideato a e prodotto per la prima volta l'8 marzo 2005 dalla stessa Centrale laitière. Si produce inoculando il latte intero pastorizzato di bovine di razza valdostana (razze Valdostana pezzata rossa e Valdostana pezzata nera), raccolto solo da allevamenti valdostani sopra i 600/700 metri s.l.m., con una coltura di Penicillium roqueforti e fermenti lattici selezionati; durante le fasi di produzione, il latte viene lasciato acidificare al fine di ottenere una cagliata dalle spiccate caratteristiche lattiche e che non verrà sottoposta a successiva cottura.
La stagionatura è compresa tra 90 e 120 giorni in condizioni di umidità e temperatura controllate .
Pasta sostenuta, compatta, di colore bianco, con caratteristica erborinatura.
Il Bleu d'Aoste ha vinto la medaglia d'Oro, nella categoria formaggi erborinati, sia nella 4ª Olimpiade dei Formaggi di Montagna, svoltasi nell'Ottobre 2005 a Verona, che nella 6ª svoltasi nell'ottobre 2007 a Oberstdorf (Germania).

## Zone di produzione
La zona di produzione comprende l'intera Regione autonoma della Valle d'Aosta.

## Abbinamenti
Da solo con pane caldo o accompagnato da miele di castagno o di marmellata al peperoncino.
Si abbina in modo perfetto a vini rossi generosi e robusti quali Barbera e Barolo o, in alternativa, a vini bianchi liquorosi come Marsala o Moscato Passito.